# Jakob Hultcrantz Hansson

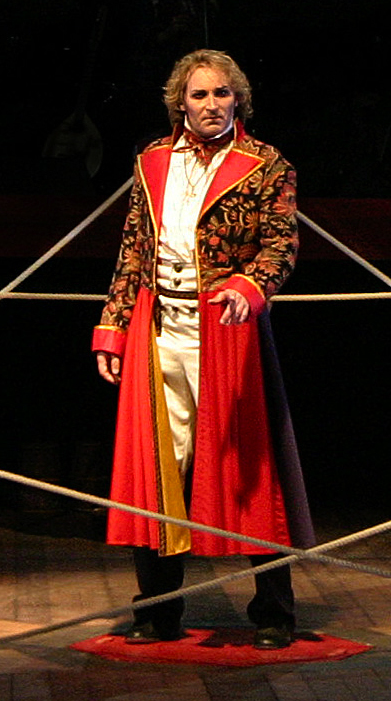
Jakob Hultcrantz Hansson i rollen som Gösta Berling i Västanå teaters uppsättning av Gösta Berlings saga 2011.

Jakob Hultcrantz Hansson, egentligen Frans Jakob Hansson Hultcrantz, född 18 mars 1971 i Helsingborg, är en svensk skådespelare. Han är kanske mest känd för sina roller på Västanå teater där han har spelat ett flertal huvudroller i teaterns uppsättningar, bland annat som Gösta Berling och Lomjansguten. Hultcrantz Hansson har också medverkat i ett antal tv-serier, till exempel Midnattssol, Äkta människor och Vår tid är nu. Sedan 2024 driver han Tractor Teater på sin gård i Rottneros.

## Biografi
Hultcrantz Hansson växte upp i Kalix. Efter att ha sökt in till Scenskolan flera gånger utan att komma in utbildade han sig till dramapedagog.  Under 1997 spelade han Peer Gynt med Teater Avalon i Stockholm. På teatern träffade han Leif Stinnerbom som 1999 hyrde in honom till Västanå teater för att spela huvudrollen som Gudmund i Tösen från Stormyrtorpet. Samarbetet blev lyckosamt och Hultcrantz Hansson har sedan 2001 spelat i de flesta av Västanå teaters uppsättningar.
Under 2014 gick Hultcrantz Hansson en sju månader lång utbildning i filmskådespeleri i USA. Han tilldelades Wettergrensstiftelsens utbildningsstipendium 2020. Han har sagt sig vilja använda stipendiet för att återvända till USA för ytterligare studier.
Hultcrantz Hansson är bosatt i Rottneros sedan 2007. Han är gift och har två söner.

## Teater

### Roller
| År   | Roll | Produktion                  | Regi          | Teater              |
| ---- | ---- | --------------------------- | ------------- | ------------------- |
| 2011 | Bill | Elake Måns Dennis Magnusson | Dennis Sandin | Uppsala stadsteater |